# Pitcairnia armata
Pitcairnia armata là một loài thực vật có hoa trong họ Bromeliaceae. Loài này được Maury miêu tả khoa học đầu tiên năm 1889.